# 邱氏列齒蛇鰻
邱氏列齒蛇鰻（学名：Xyrias chioui）為輻鰭魚綱鰻鱺目糯鰻亞目蛇鰻科的其中一種，分布於西北太平洋的台灣彰化海域，棲息深度60-70公尺，體長可達81.9公分，棲息在底層水域，屬肉食性，生活習性不明。